# Leonardo Basso
Pour les articles homonymes, voir Basso.
Leonardo Basso (né le 25 décembre 1993 à Castelfranco Veneto) est un coureur cycliste italien.

## Biographie
Leonardo Basso vient au cyclisme vers l'âge de six ans ans grâce à son père passionné de vélo. Il est diplômé en génie mécanique,. 
En août 2015, il rejoint la formation WorldTour Trek Factory Racing en tant que stagiaire. Il participe notamment à deux courses professionnelles aux États-Unis, le Tour de l'Utah (sixième d'une étape) ainsi qu'au Tour du Colorado, où il se classe troisième d'une étape.

## Palmarès et résultats

### Palmarès par année
- 2011
  - Trofeo Buffoni
- 2013
  - Trofeo FPT Tapparo
- 2014
  - Circuito dell'Assunta
- 2015
  - Trofeo Gavardo Tecmor
  - Grand Prix de l'industrie, du commerce et de l'artisanat de Carnago
  - 2e de la Medaglia d'Oro Frare De Nardi
  - 2e du Grand Prix Santa Rita
- 2016
  - 3e du Grand Prix San Giuseppe
  - 3e du Tour de la Province de Bielle
  - 3e du Grand Prix Santa Rita
- 2017
  - 2e de la Medaglia d'Oro Frare De Nardi
  - 3e du Grand Prix San Giuseppe
- 2018
  - 1re étape b de la Semaine internationale Coppi et Bartali (contre-la-montre par équipes)

### Classements mondiaux
| Année                                 | 2013 | 2014 | 2015 | 2016 | 2017  | 2018  | 2019  | 2020  | 2021  |
| ------------------------------------- | ---- | ---- | ---- | ---- | ----- | ----- | ----- | ----- | ----- |
| UCI World Tour                        |      |      |      | nc   | nc    | 249e  |       |       |       |
| Classement mondial                    |      |      |      | nc   | 1796e | 1779e | 1683e | 2193e | 2301e |
| UCI Europe Tour                       | 945e | nc   | 820e | nc   | 1120e | 1285e | 1114e | 1590e | 1534e |
| UCI Asia Tour                         | nc   | nc   | 257e | nc   | nc    | 486e  |       |       |       |
| UCI America Tour                      | nc   | nc   | 211e | nc   | nc    | nc    |       |       |       |
|                                       |      |      |      |      |       |       |       |       |       |
| Légende : nc = non classéSource : UCI |      |      |      |      |       |       |       |       |       |